# بازیافت دارو
بازیافت دارو، که به آن توزیع مجدد دارو یا استفاده دوباره از دارو نیز گفته می‌شود، ایده‌ای است که سازمان‌های مراقبت‌های بهداشتی یا بیمارانی که داروهای استفاده نشده دارند، می‌توانند آنها را به روشی ایمن و مناسب به بیمار نیازمند دیگری منتقل کنند. هدف از چنین برنامه‌ای کاهش پیامدهای زیست‌محیطی داروها و محصولات مراقبت شخصی، در نتیجه صرفه‌جویی در هزینه‌های مراقبت‌های بهداشتی، افزایش دسترسی به داروها و کاهش بار زیست‌محیطی دارو است.

## بحث
علیرغم نیاز به اقدامات پیشگیرانه در برابر ضایعات، بحث در مورد برنامه‌های بازیافت دارو همچنان ادامه دارد. به‌طور سنتی انتظار می‌رود که مصرف‌کنندگان داروهای تجویزی را از داروخانه تهیه کنند و داروخانه نیز داروهای خود را از یک منبع معتبر، مانند تولیدکننده یا عمده‌فروش، تهیه کند.[۱] در یک برنامه بازیافت دارو، مصرف‌کنندگان از طریق یک زنجیره تأمین کمتر استاندارد به داروها دسترسی پیدا می‌کنند. در نتیجه، نگرانی‌هایی در مورد کیفیت داروهای بازیافتی ایجاد می‌شود.
با این حال، در یک فرایند تنظیم‌شده، تحت نظارت داروخانه‌های تخصصی یا سازمان‌های پزشکی، می‌توان بر این ابهامات غلبه کرد. برای مثال، نظارت بر شرایط نگهداری، از جمله دما، نور، رطوبت و هم زدن دارو، می‌تواند به تنظیم کیفیت داروهای بازیافتی کمک کند. برای این منظور، بسته‌بندی دارویی می‌تواند با فناوری‌های حسگر ارتقا یابد، که می‌توانند برای تشخیص تقلبی‌ها نیز طراحی شوند. چنین بسته‌بندی نیاز به سرمایه‌گذاری اولیه دارد، اما این سرمایه‌گذاری را می‌توان با صرفه‌جویی‌های بالقوه در هزینه‌ها که از طریق یک برنامه بازیافت دارو حاصل می‌شود، جبران کرد. بر این اساس، بازیافت داروها برای داروهای گران‌قیمت، مانند داروهای پیشگیری پس از مواجهه با HIV، از نظر اقتصادی مقرون به صرفه به نظر می‌رسد.

## اقدامات اهدایی
در برخی کشورها برنامه‌های بازیافت دارو با موفقیت با اهدا کردن داروی غیر استفاده شده به افراد فقیر انجام می‌شود. در ایالات متحده برنامه‌های بازیافت دارو در سطح محلی وجود دارد. از سال ۲۰۱۰، کانادا برنامه‌های بازیافت کمتری نسبت به ایالات متحده داشت. این برنامه‌ها فقط در داروخانه‌های خاص اتفاق می‌افتد، زیرا این داروخانه‌ها برای پاسخگویی به الزامات ویژه شرکت در یک برنامه بازیافت آماده شده‌اند. معمولاً بازپرداخت دارو بدون تعویض مالی اتفاق می‌افتد. در یونان، سازمان GIVMED در بازیافت دارو فعالیت می‌کند و از سال ۲۰۱۶ با بازیافت تقریباً ۶۰ هزار بسته دارو بیش از نیم میلیون یورو صرفه جویی کرده است.
با این حال، در کشورهای دیگر، مانند کانادا، اجرای برنامه‌های بازیافت دارو محدود است. سایر طرح‌ها بر اهدای دارو به کشورهای جهان سوم تمرکز دارند. با این حال، این امر با محدودیت‌های اخلاقی ناشی از عدم قطعیت در کیفیت و همچنین محدودیت‌های عملی ناشی از در دسترس قرار دادن موقت داروها و عدم پاسخگویی به نیازهای محلی همراه است. سازمان بهداشت جهانی دستورالعمل‌هایی در مورد اهدای مناسب دارو ارائه داده است و از این طریق، شیوه‌های اهدایی که نیازهای گیرنده، سیاست‌های دولت، هماهنگی مؤثر یا استانداردهای کیفیت را در نظر نمی‌گیرند، منع می‌کند.

## به سوی توزیع مجدد به عنوان استاندارد مراقبت
از طرف دیگر، برنامه‌های بازیافت دارو می‌توانند به عنوان یک اقدام بالینی معمول با هدف کاهش پیامدهای زیست‌محیطی داروها و محصولات مراقب شخصی تنظیم شوند. با این حال، برای اجرای عمومی برنامه‌های بازیافت دارو، دستورالعمل‌های حرفه‌ای روشن مورد نیاز است. تحقیقات می‌تواند منطق این دستورالعمل‌ها را ارائه دهد. برای مثال، تحقیقات نشان داد که اکثر بیماران در صورت حفظ کیفیت، مایل به استفاده از داروهای بازیافتی هستند و الزامات برنامه بازیافت دارو را که توسط ذینفعان، از جمله عموم مردم، داروسازان درک می‌شود، بررسی کرد. و سیاست‌گذاران.
می‌توان فرض کرد که اجرای بازیافت دارو به عنوان یک عمل بالینی روتین، تنها در صورتی از منظر اقتصادی جذاب است که صرفه‌جویی حاصل از آن از هزینه‌های عملیاتی داروخانه بیشتر باشد. برای این منظور، تحقیقات باید امکان‌سنجی بازیافت دارو را ارزیابی کنند. در هلند، توزیع مجدد داروهای ضد سرطان خوراکی استفاده نشده در حال حاضر در عمل بالینی روتین برای تعیین صرفه‌جویی در هزینه یک فرایند کنترل‌شده با کیفیت، آزمایش می‌شود. این داده‌ها می‌تواند به سیاست‌گذاران کمک کند تا بازیافت دارو را در اولویت دستور کار خود قرار دهند و در نتیجه دستورالعمل‌هایی را برای اجرای عمومی بازیافت دارو تسهیل کنند.